# Pectis subsquarrosa
Pectis subsquarrosa là một loài thực vật có hoa trong họ Cúc. Loài này được (Hook.f.) Sch.Bip. mô tả khoa học đầu tiên năm 1856.